# David Granger
David Granger   (Nova York, 26 de gener de 1903 - Nova York, 27 de setembre de 2002) va ser un pilot de bobsleigh estatunidenc que va competir durant la dècada de 1920.
El 1928 va prendre part en els Jocs Olímpics de Sankt Moritz, on guanyà la medalla de plata en la prova de bobs a 5 formant equip amb Thomas Doe, Jennison Heaton, Lyman Hine i Jay O'Brien.
Granger es graduà a la Phillips Exeter Academy i Yale i va estudiar al Christ's College de la Universitat d Cambridge.
Entre el 1926 i el 2002 va ocupar un seient a la Borsa de Nova York, sent la persona que més temps l'ha ocupat en la història d'aquella institució.
Va ser recompensat amb l'Orde de l'Imperi Britànic pels seus serveis durant la Segona Guerra Mundial. El 1975 va ser ferit en l'atemptat a la Fraunces Tavern.